# Oncophanes pini
Oncophanes pini är en stekelart som beskrevs av Sergey A. Belokobylskij 1993. Oncophanes pini ingår i släktet Oncophanes och familjen bracksteklar. Inga underarter finns listade i Catalogue of Life.